# Cyprinella spiloptera
Cyprinella spiloptera är en fiskart som först beskrevs av Edward Drinker Cope, 1867.  Cyprinella spiloptera ingår i släktet Cyprinella och familjen karpfiskar. Inga underarter finns listade i Catalogue of Life.